# Pawel Dmitrijewitsch Korin

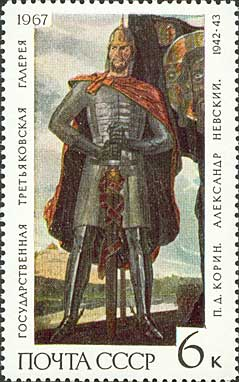
Korins Bild des kanonisierten Fürsten Alexander Newski auf einer sowjetischen Briefmarke (1967)

Pawel Dmitrijewitsch Korin (russisch Па́вел Дми́триевич Ко́рин; * 25. Junijul. / 7. Juli 1892greg. in Palech; † 22. November 1967 in Moskau) war ein russisch-sowjetischer Maler, Mitglied der Sowjetischen Kunstakademie sowie Träger des Leninordens.

## Leben und Werk
Korin wurde in der zentralrussischen Ortschaft Palech als Sohn eines dort beheimateten Ikonenmalers geboren. Er wuchs dort auf und besuchte von 1903 bis 1907 die dortige Kunstschule für Ikonenmalerei. 1908 zog er nach Moskau und arbeitete dort zunächst in einer Ikonenmaler-Werkstatt des Donskoi-Klosters. Von 1912 bis 1916 studierte Korin an der Moskauer Hochschule für Malerei, Bildhauerei und Architektur, wo er unter anderem von bekannten Künstlern wie Konstantin Korowin oder Leonid Pasternak unterrichtet wurde. Noch während des Studiums beteiligte sich Korin an der Erstellung von Wandfresken für Kirchenbauten. 1917 zog er in das Haus Nr. 23 an der Arbat-Straße, wo er bis 1934 auch eine eigene Werkstatt hatte.
In den 1920er-Jahren widmete sich Korin neben der Ikonenmalerei auch Landschaftsabbildungen; so erschuf er 1928 das Panoramabild Meine Heimat, bei dem er sich von der landschaftlichen Schönheit seines Heimatortes Palech inspirieren ließ. Ungefähr zur gleichen Zeit arbeitete er an einem seiner zentralen Werke, welches jedoch unvollendet blieb – hierbei handelte es sich um eine Requiem genannte Abbildung der Kreuzprozession bei der Beerdigung des 1925 verstorbenen Patriarchen Tichon. 1931 lernte Korin den bekannten Schriftsteller Maxim Gorki kennen und porträtierte ihn 1932. Bis zu Gorkis Tod 1936 blieb Korin mit ihm befreundet und durfte unter anderem dank Gorkis Unterstützung nach Italien reisen und dort Landschaftsmalerei praktizieren.
Ab den späteren 1930er- sowie in den 1940er-Jahren betätigte sich Korin zunehmend als Porträtmaler und erschuf Abbilder mehrerer bekannter Künstler, darunter der Maler Renato Guttuso (1961; Öl, 115 × 112 cm) und Michail Nesterow, des Schriftstellers Alexei Tolstoi, des Komponisten Konstantin Igumnow, des Kriegsmarschalls Georgi Schukow sowie der Künstlergruppe Kukryniksy. 1941 bis 1947 arbeitete Korin an der Konzeption einer Wandmalerei für den geplanten Moskauer Palast der Sowjets, welcher jedoch nie realisiert wurde.
Zum Höhepunkt seiner künstlerischen Laufbahn gelangte Korin ab den 1950er-Jahren: So erhielt er 1951 den Auftrag, Wandmosaiken für die sich im Bau befindliche Moskauer U-Bahn-Station Komsomolskaja-Kolzewaja zu erstellen. Diese Deckenkompositionen, die schwerpunktmäßig den historischen russischen Nationalhelden gewidmet sind, gehören auch heute noch zu den auffälligsten Merkmalen dieses prunkvoll ausgestalteten U-Bahnhofs, welcher nach seiner Fertigstellung mit dem Stalinpreis ausgezeichnet wurde. Korin selbst erhielt für die Mosaiken an der Komsomolskaja 1954 den Staatspreis der UdSSR. 1952 war Korin an einem weiteren U-Bahn-Projekt beteiligt, nämlich an der Zusammenstellung der dekorativen Glasmalereien der Station Nowoslobodskaja, die wie Komsomolskaja ebenfalls an der Moskauer Ringlinie liegt.
Von 1934 bis zu seinem Tod lebte und arbeitete Korin in der Malaja Pirogowskaja uliza in der Nähe des Neujungfrauenkloster-Friedhofs. Dort wurde er 1967 auch beigesetzt. Im ehemaligen Korin-Haus an der Malaja Pirogowskaja befindet sich heute ein Museum des Künstlers.

## Auszeichnungen
- 1954: Stalinpreis (für die Mosaiken am U-Bahnhof Komsomolskaja-Kolzewaja); korrespondierendes Mitglied der Sowjetischen Kunstakademie
- 1958: Goldmedaille auf der Weltausstellung in Brüssel
- 1958: Volksmaler der RSFSR; Vollmitglied der Sowjetischen Kunstakademie
- 1962: Volksmaler der UdSSR
- 1963: Leninpreis (für die Porträts u. a. Martiros Sarjans, Renato Guttusos und der Kukryniksy)
- 1967: Leninorden